# Luis Martins de Souza Dantas
Luis Martins de Souza Dantas (Rio de Janeiro, 17 febbraio 1876 – Parigi, 14 aprile 1954) è stato un diplomatico brasiliano riconosciuto Giusto tra le nazioni nel giugno 2003, per l'aiuto dato agli ebrei in Francia a fuggire durante l'Olocausto. Si stima che abbia salvato 800 persone, di cui 425 ebrei, oltre a perseguitati comunisti ed omosessuali.

## Biografia
Nacque in una famiglia aristocratica in Brasile, dopo aver completato gli studi in legge all'età di 21 anni, entrò a far parte del Ministero degli Affari Esteri nel servizio diplomatico lavorando in varie capitali mondiali. Nel 1916, durante la prima guerra mondiale, fu nominato ministro degli esteri ad interim per alcuni mesi. Nel 1919 continuò come ambasciatore del Brasile a Roma e alla fine del 1922 fu nominato ambasciatore in Francia, carica che mantenne fino al 1944. Tra il 1924 e il 1926, fu anche rappresentante del governo brasiliano presso la Società delle Nazioni. 
Sposò una donna ebrea di San Francisco, Elise Meyer Stern, figlia di Eugene Meyer e vedova di Abraham Stern, che fu segretario della Levi's.

### Attività durante la seconda guerra mondiale
Durante l'occupazione tedesca fu ambasciatore brasiliano in Francia presso il governo di Vichy. Nonostante le denunce e le indagini da parte degli altri diplomatici brasiliani sulle sue attività, nonché l'inasprimento delle leggi brasiliane sull'immigrazione ebraica, fu motivato da "un sentimento cristiano di misericordia" nel salvare centinaia di persone dalla persecuzione nazista, rilasciando visti di viaggio diplomatici per l'ingresso in Brasile. Dopo che gli fu ordinato di interrompere il rilascio dei visti, spesso falsificò la data di rilascio a una data precedente all'ordine, rimuovendo anche qualsiasi altra menzione di ascendenza ebraica del richiedente.
A differenza di altri diplomatici dell'epoca, non concesse visti per un guadagno personale o per un gruppo selezionato di persone; in una lettera del 1942 al ministro degli Esteri brasiliano Osvaldo Aranha, riferì che i campi nazisti fossero come qualcosa uscito dall'Inferno di Dante, dove gli ebrei poterono essere trattati come schiavi o sterminati. Tra coloro che riuscì a salvare ci furono il dodicenne Felix G. Rohatyn, futuro banchiere, insieme alla famiglia Rohatyn.
Fu messo sotto inchiesta per aver concesso i visti irregolari. In un telegramma di Itamaraty, affermò in sua difesa che dopo il divieto non concesse "nemmeno un visto": era una bugia, la polacca Chana Strozemberg ottenne un visto che fu rilasciato nel gennaio 1941 con false informazioni, un mese dopo il divieto.
Al termine delle indagini, i sospetti su Luis Martins de Souza Dantas furono sufficienti per essere richiamato da Getúlio Vargas, il presidente brasiliano dell'epoca, dove affrontò un'udienza per le sue azioni e nella quale fu ritenuto colpevole di aver infranto la politica di immigrazione ebraica brasiliana. Riuscì a eludere la punizione poiché era tecnicamente in pensione, operando per il governo solo su richiesta speciale. 

### Morte
Dopo la guerra tornò a Parigi, dove morì il 14 aprile 1954.